# TKSZ
A TKSZ (oroszul: ТКС – Транспортный корабль снабжения, magyar átírásban: Transzportnij korabl sznabzsenyija, magyarul: ellátó szállítóűrhajó) a Szovjetunióban az 1960-as évek második felében az Almaz katonai űrállomás kiszolgálására kifejlesztett szállítóűrhajó. GRAU-kódja 11F72. Módosított, automatikus repülésre alkalmas változata a TKSZ–M. Csak négy példánya repült automatikus üzemmódban, teherszállítási feladattal. A TKSZ megépített, de fel nem használt példányai szolgáltak alapul a Mir és a Nemzetközi Űrállomás egyes moduljaihoz.

## Története
A TKSZ űrhajó kifejlesztése szorosan kapcsolódik az Almaz katonai űrállomás történetéhez. Eredetileg az Almaz űrállomás kiszolgáló űrhajójának 1966-ban a Szojuz 7K–TK űrhajót hagyták jóvá. A Szojuz azonban kis méretű volt és korlátozott teherszállító kapacitással rendelkezett. Ezért az OKB–52 tervezőirodában (ma: NPO Masinosztojenyija) az Almaz űrállomás fejlesztését is irányító Vlagyimir Cselomej egy új, nagyobb teherbírású űrhajó tervével állt elő. 1969-re készültek el az új űrhajó tervei, melynél újdonság volt a többször felhasználható visszatérő egység. Az űrhajókat a Hrunyicsev Gépgyár készítette.

## Indítások
- Koszmosz–881 és Koszmosz–882 – A visszatérő modulok (VA) tesztelését szolgáló indítások voltak. A rakéták csak a VA modulok 82LB72 jelű makettjeit szállították. Az indításra 1976. március 15-én került sor, és a VA modulok még aznap visszatértek a Földre.
- Koszmosz–929, vagy TKSZ–1 – 1977-ben indították. A visszatérő egysége egy hónap múlva sikeresen visszatért a Földre. A műszaki egység fél évig volt Föld körüli pályán, ezt követően visszatért a légkörbe és elégett.
- Koszmosz–1267, vagy TKSZ–2 – 1981-ben indították. A visszatérő egysége néhány nap múlva visszatért a Földre, míg a műszaki modul a Szaljut–6 űrállomáshoz csatlakozott.
- Koszmosz–1443, vagy TKSZ–3 – 1983. március 2-án indították. A Szaljut–7 űrállomásra szállított utánpótlást, majd ahhoz kapcsolódva az űrállomás moduljaként működött 1983 szeptemberéig. Visszatérő egysége 1983 augusztusában sikeresen visszajutott a Földre.
- Koszmosz–1686, vagy TKSZ–4 – 1985. szeptember 27-én indították. A Szaljut–7 űrállomásra szállított utánpótlást, majd az űrállomáshoz kapcsolódva 1991-ig annak moduljaként szolgált.

## A TKSZ-en alapuló űreszközök

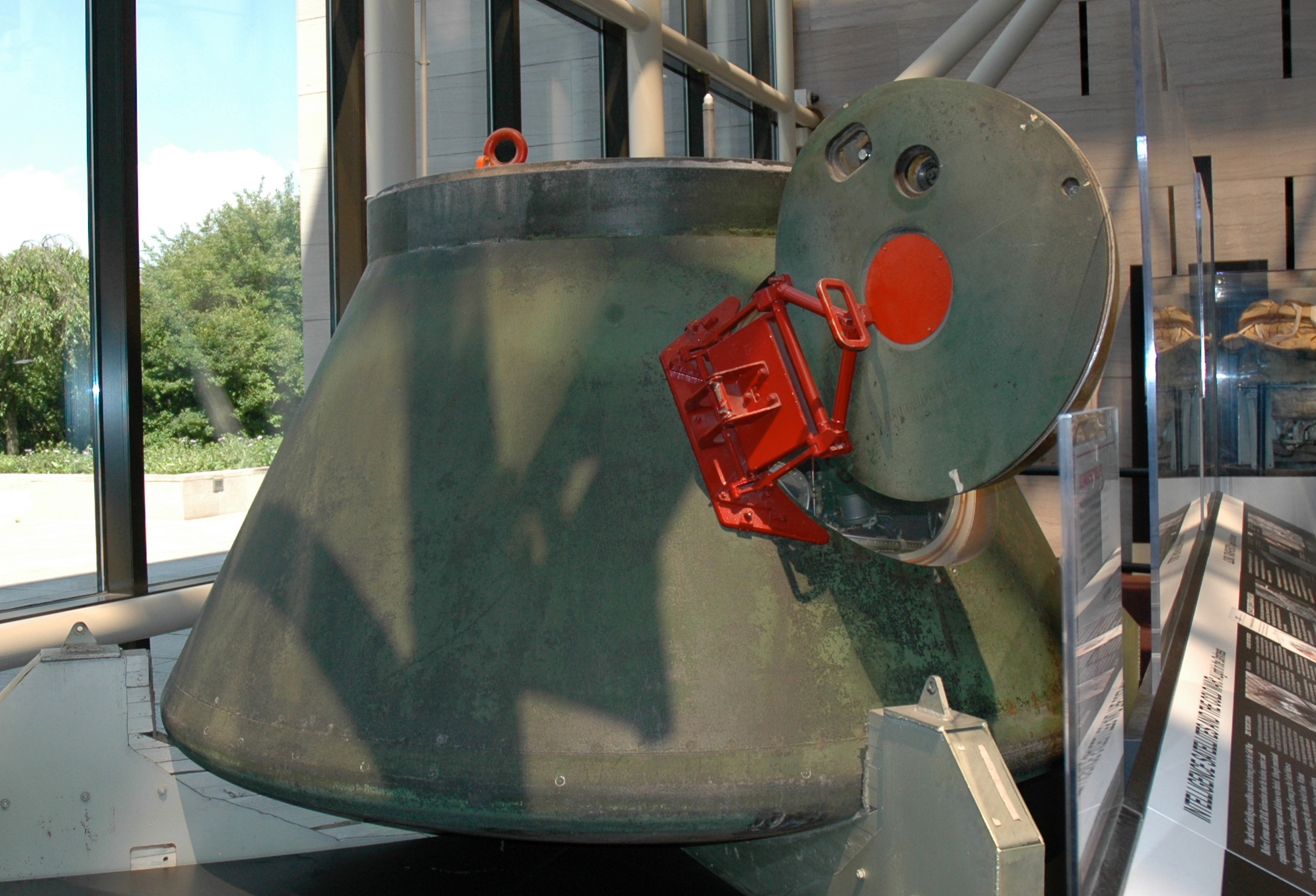
A Koszmosz–1443 jelzéssel indított TKSZ űrhajó VA jelzésű visszatérő modulja a National Air and Space Museumban

- Kvant–1 – a Mir űrállomás második modulja (asztrofizikai műszerekkel, anyagtudományi és biológiai kísérletekhez)
- Kvant–2 – a Mir modulja
- Krisztall – a Mir modulja
- Szpektr – a Mir modulja
- Priroda – a Mir modulja
- Poljusz – katonai űrállomás, melynek egyik elemét alkotta a TKSZ (nem valósult meg)
- Zarja – a Nemzetközi Űrállomás egyik modulja
- Nauka –  Nemzetközi Űrállomás egyik modulja
- Tyehnologija – anyagtudományi kutató műhold (nem valósult meg)[1]
- Tellura-EKO – erőforráskutató műhold (nem valósult meg)[2]